# Modrásek stepní
Modrásek stepní (Polyommatus eros) je druh denního motýla z čeledi modráskovitých (Lycaenidae). Rozpětí jeho křídel je 26 až 36 mm. Samci mají modravě zelená křídla s širokým tmavým lemem a za letu připomínají modráska ligrusového. Samice jsou šedohnědé a mají příkrajní oranžové skvrny, které jsou patrnější na zadních křídlech. Rub křídel je šedý s černou středovou skvrnou jako u Modráska jehlicového (Polyommatus icarus).

## Výskyt

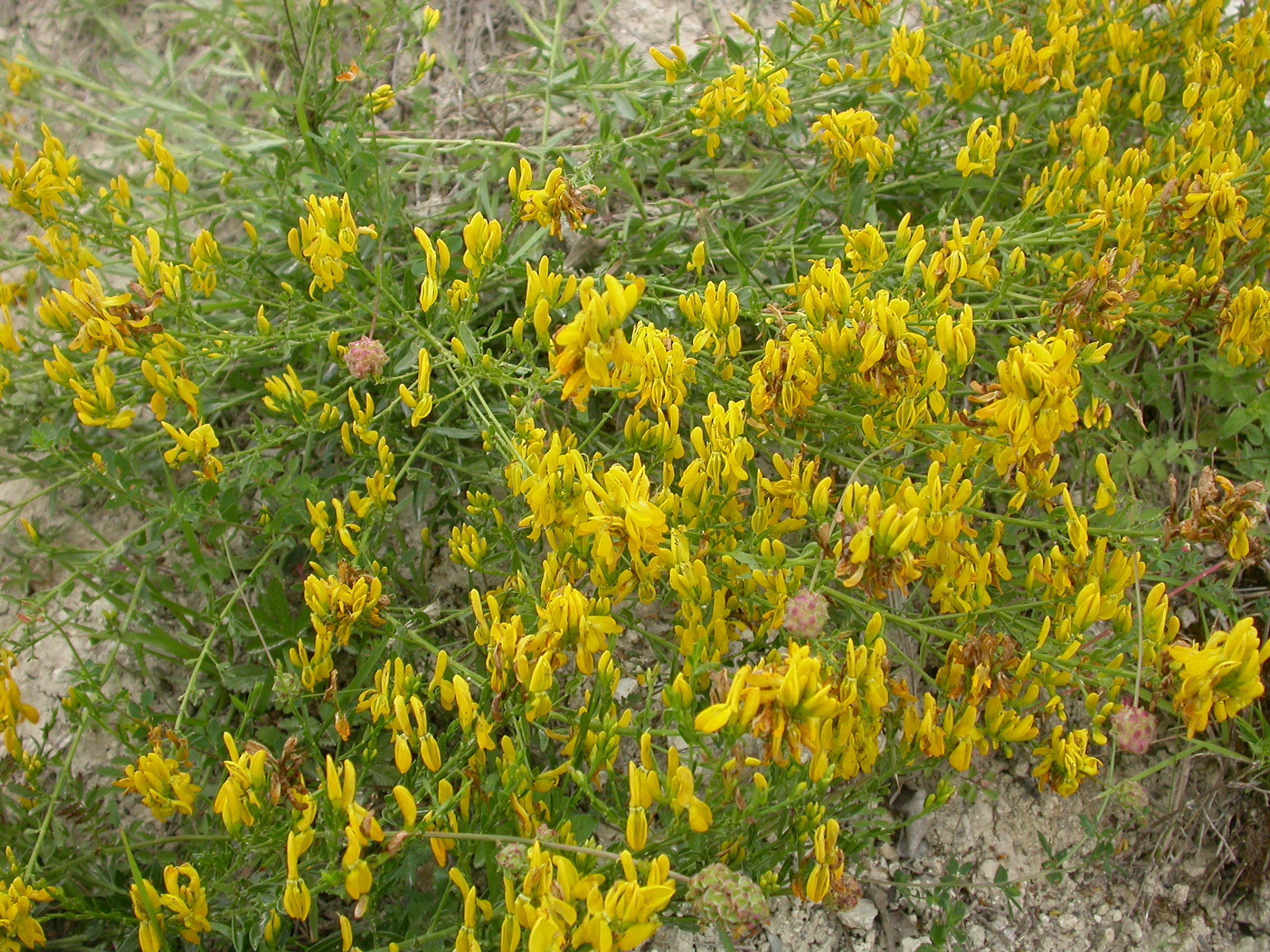
Živná rostlina populací ve střední Evropě

Motýl, který má v Evropě pět poddruhů, je ostrůvkovitě rozšířený od Pyrenejí přes jižní Evropu a jižní část střední Evropy dále na východ přes jižní část Ruska až po Ural. Jeho populace se vyskytují i v Turecku. V České republice, kde je v současné době tento druh vyhynulý, se vyskytoval jeho poddruh Polyommatus eros ssp. eroides (Frivaldszky, 1835) na jižní Moravě v Pavlovských vrších. Motýl obývá suchá stanoviště jako například vápencové krátkostébelné stepi, paseky ve světlých písčitých borech a květnaté horské louky.

## Chování a vývoj
Živnou rostlinou poddruhu modráska stepního (Polyommatus eros ssp. eroides) vyskytujícího se ve východní části střední Evropy je kručinka barvířská (Genista tinctoria) a v Polsku čilimník (Chamaecytisus ruthenicus). Živné rostliny dalších poddruhů tohoto modráska jsou vlnice Hallerova (Oxytropis halleri), vlnice náholní (Oxytropis campestris), kozinec vždyživý (Astragalus sempervirens) a kozinec tyrolský (Astragalus leontinus). Samice klade vajíčka na listy živné rostliny. Housenky, které jsou příležitostně myrmekofilní, zprvu vytvářejí okénkovité požerky, později přijímají celé listy. Motýl je jednogenerační (monovoltinní). Dospělce lze zahlédnout od konce června do září. Přezimuje malá housenka.

## Ochrana a ohrožení
V České republice modrásek stepní vyhynul v roce 1957.